# Communauté de communes du Centre Haut-Rhin
Die Communauté de communes du Centre Haut-Rhin (CCCHR) ist ein französischer Gemeindeverband mit der Rechtsform einer Communauté de communes im Zentrum des Départements Haut-Rhin in der Region Grand Est. Sie wurde am 4. Februar 2002 gegründet und umfasst neun Gemeinden. Der Verwaltungssitz befindet sich im Ort Ensisheim.

## Historische Entwicklung
Der Gemeindeverband wurde per Erlass des Präfekten Nr. 02-0289 vom 4. Februar 2002 gegründet. Gemäß Erlass des Präfekten Nr. 02-3581 vom 16. Dezember 2002 wurde der ursprüngliche Name des Gemeindeverbands Communauté de communes Centre du Haut-Rhin auf den aktuellen Namen geändert. Diese Namensänderung wurde bislang nicht in der Base nationale sur l’intercommunalité (BANATIC) des französischen Innenministeriums nachgeführt.

## Mitgliedsgemeinden
| Gemeinde                                   | Einwohner 1. Januar 2022 | Fläche km² | Dichte Einw./km² | Code INSEE | Postleitzahl |
| ------------------------------------------ | ------------------------ | ---------- | ---------------- | ---------- | ------------ |
| Biltzheim                                  | 483                      | 7,15       | 68               | 68037      | 68127        |
| Ensisheim                                  | 7.362                    | 36,59      | 201              | 68082      | 68190        |
| Meyenheim                                  | 2.017                    | 12,78      | 158              | 68205      | 68890        |
| Munwiller                                  | 456                      | 6,74       | 68               | 68228      | 68250        |
| Niederentzen                               | 807                      | 8,81       | 92               | 68234      | 68127        |
| Niederhergheim                             | 1.169                    | 12,51      | 93               | 68235      | 68127        |
| Oberentzen                                 | 711                      | 8,81       | 81               | 68241      | 68127        |
| Oberhergheim                               | 1.307                    | 19,86      | 66               | 68242      | 68127        |
| Réguisheim                                 | 2.036                    | 23,87      | 85               | 68266      | 68890        |
| Communauté de communes du Centre Haut-Rhin | 16.348                   | 137,12     | 119              | –          | –            |